# Diego Fernández de Córdoba y Carrillo de Albornoz
Diego Férnandez de Córdoba y Carrillo (c. 1438 - Baena, 5 de octubre de 1487) fue un noble castellano que ocupó los títulos de II conde de Cabra, II vizconde de Iznájar, IV señor de Baena y mariscal de Castilla. Su figura es relevante debido a su papel durante la batalla de Lucena en la que se hizo prisionero al último emir granadino Boabdil.

## Biografía
Diego fue únicamente conde de Cabra durante seis años, a pesar de que ya era reconocido por haber participado en los ataques al Reino nazarí de Granada durante los primeros años de reinado de Enrique IV. Por lo tanto, participó en 1455 en la entrada a la Vega de Granada, hecho por el que recibió el título de mariscal de Castilla que hasta entonces ostentaba su padre, al que a cambio se le concedió el título de I conde de Cabra. Asimismo, unos años después Enrique IV le concedió la villa de Alcalá la Real. Continuó participando en campañas granadinas junto a su padre destacando las de Archidona y Alhama de Granada. 
Durante el conflicto por la sucesión del monarca Enrique IV, se mantuvo del lado de este contra los nobles rebeldes que proclamaron al infante Alfonso rey de Castilla durante la Farsa de Ávila. Cumpliendo con su lealtad al rey recuperó la villa de Écija en 1466, recibiendo Bujalance como recompensa, aunque nunca llegó a ocuparla debido a que su pariente Alfonso de Aguilar se lo impidió. Tal llegó a ser la enemistad entre ambos que fue apresado por él en el castillo de Cañete. Las represalias no se hicieron de rogar y, una vez liberado, Diego asaltó la villa de Santaella, donde vivían muchos de los familiares de Alfonso y secuestraron a algunos de ellos como el Gran Capitán, que fue encarcelado en el castillo de Cabra hasta la intercesión de Isabel la Católica.

### Captura de Boabdil
Diego participó en la batalla de Lucena acontecida en el año 1483, a la que acudió en ayuda de su sobrino el alcaide de los donceles contra el ejército granadino, en la que finalmente vencieron y donde fue hecho prisionero Boabdil, emir nazarí de Granada. En agradecimiento por los servicios prestados, los Reyes Católicos le cedieron la espada jineta de Boabdil que fue requisada como botín de guerra y que actualmente se expone en el Museo del Ejército de Toledo. Tras su fallecimiento en 1487 en Baena, siguiendo su testamento, fue enterrado en el convento de Santa Marta en Córdoba.

## Matrimonio y descendencia
Estuvo casado con María Hurtado de Mendoza y Luna, hija de los II marqueses de Santillana y I duques del Infantado, con quien tuvo nueve hijos:
- Diego Fernández de Córdoba y Mendoza, III conde de Cabra, III vizconde de Iznájar, V señor de Baena
- Íñigo Fernández de Córdoba y Mendoza
- Francisco Fernández de Córdoba y Mendoza, obispo de Oviedo, obispo de Palencia
- Fernando Fernández de Córdoba y Mendoza
- Juan Fernández de Córdoba y Mendoza
- Antonio Fernández de Córdoba y Mendoza
- María Fernández de Córdoba y Mendoza
- Brianda Fernández de Córdoba y Mendoza, casada con Diego Ramírez de Guzmán, I conde de Teba.[4]
- Francisca Fernández de Córdoba y Mendoza